# Snowflake, Arizona
Snowflake je gradić u američkoj saveznoj državi Arizona. Prema popisu stanovništva iz 2010. u njemu je živjelo 5,.stanovnika.
Snowflake je dobio ime po svojim utemeljiteljima. Utemeljili su ga 1878. mormonski pioniri i kolonisti William Jordan Flake i Erastus Snow. Nad gradom se nalazi mormonski hram Snowflake Arizona Temple izgrađen na brežuljku poznatom kao "Temple Hill" koji je otvoren 2002. a prostire se na 18.621 četvornih stopa (1.729,9 m²).
Gradić Snowflake postao je poznat i po navodnoom susretu nekih građana 1975. godine s izvanzemaljcima na temelju čega je snimljen i film Fire in the Sky, u režiji Roberta Liebermana.